# Pyrus taiwanensis
Pyrus taiwanensis är en rosväxtart som beskrevs av H. Iketani och H. Ohashi. Pyrus taiwanensis ingår i släktet päronsläktet, och familjen rosväxter. Inga underarter finns listade i Catalogue of Life.